# Reiterstandbild Kaiser Ludwigs des Bayern

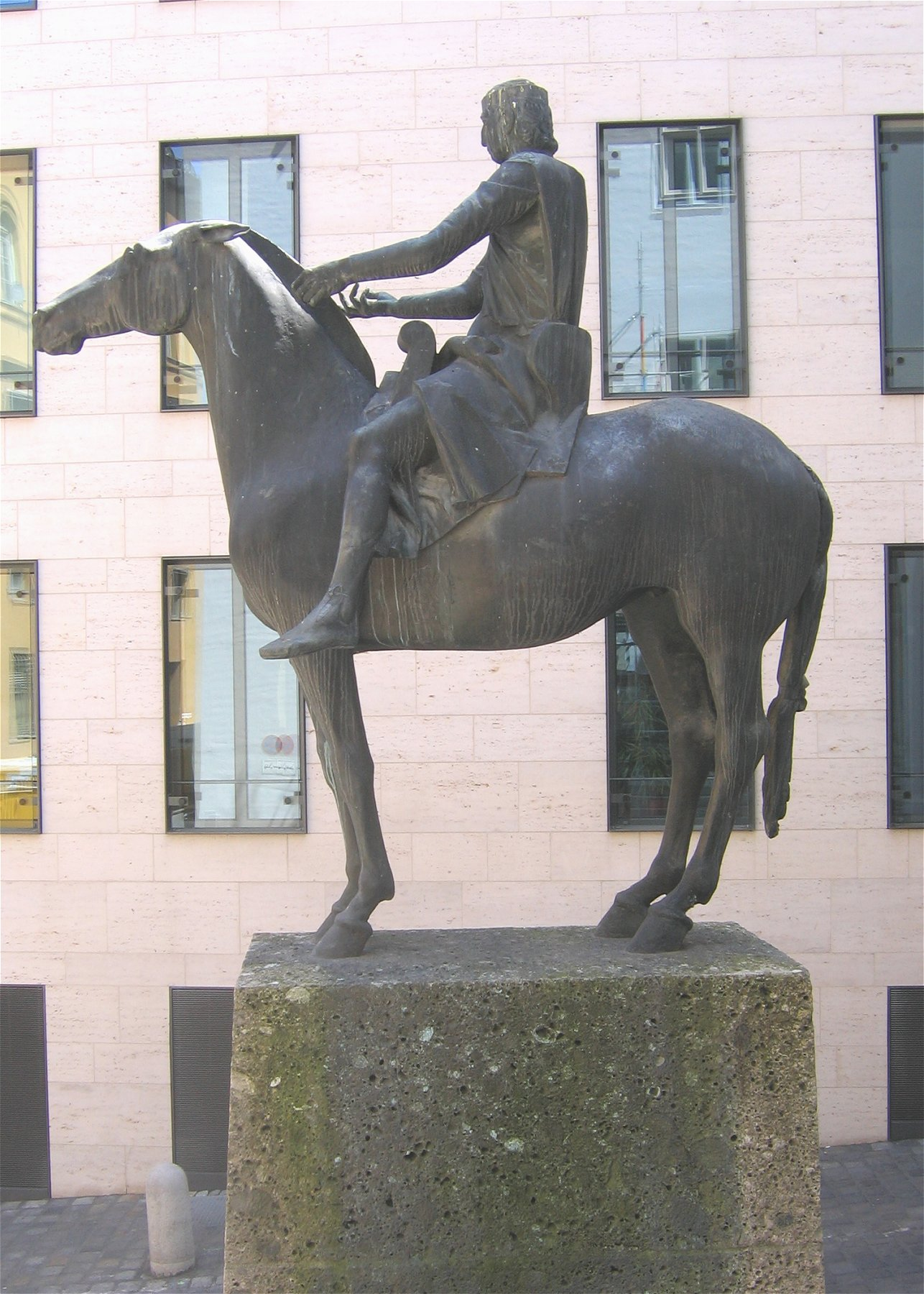
Reiterstandbild Kaiser Ludwigs des Bayern

Das Reiterstandbild Kaiser Ludwigs des Bayern ist ein Bronzedenkmal in der Altstadt von München. 
Das unter Denkmalschutz stehende Standbild mit der Aktennummer D-1-62-000-8704 zeigt den bayerischen Herzog und römisch-deutschen Kaiser Ludwig den Bayern (1281/82–1347) auf einem Pferd sitzend. Die Plastik wurde 1967 nach Entwürfen des Bildhauers Hans Wimmer gegossen und steht nördlich des Alten Hofs auf einem hohen, leicht verjüngten Sockel aus Nagelfluh. An dieser Stelle erinnert das Denkmal an die besondere Beziehung Ludwigs des Bayern zum Alten Hof, die seit 2007 auch im Namen der Dauerausstellung Münchner Kaiserburg zum Ausdruck kommt. Es wurde 2013 als Baudenkmal in die bayerische Denkmalliste aufgenommen.
In München gibt es ein weiteres Reiterstandbild von Ludwig dem Bayern, das auf dem Kaiser-Ludwig-Platz steht.